# Serie A1 1971/72
Die Saison 1971/72 war die 38. Spielzeit der Serie A1, der höchsten italienischen Eishockeyspielklasse. Meister wurde zum insgesamt 13. Mal in der Vereinsgeschichte SG Cortina.

## Modus
Zunächst bestritten die acht Mannschaften eine gemeinsame Hauptrunde. Die vier bestplatzierten Mannschaften qualifizierten sich für die Finalrunde, in der der Meister ausgespielt wurde. Die übrigen vier Mannschaften bestritten anschließend eine Platzierungsrunde. Die Punkte aus der Hauptrunde wurden in die Final- bzw. Platzierungsrunde übernommen. Für einen Sieg erhielt jede Mannschaft zwei Punkte, bei einem Unentschieden gab es einen Punkt und bei einer Niederlage null Punkte.

## Finalrunde
|    | Klub              | Punkte |
| -- | ----------------- | ------ |
| 1. | SG Cortina        | 35     |
| 2. | HC Diavoli Milano | 26     |
| 3. | HC Bozen          | 25     |
| 4. | HC Gherdëina      | 19     |

Sp = Spiele, S = Siege, U = unentschieden, N = Niederlagen, OTS = Overtime-Siege, OTN = Overtime-Niederlage, SOS = Penalty-Siege, SON = Penalty-Niederlage

## Platzierungsrunde
|    | Klub          | Punkte |
| -- | ------------- | ------ |
| 5. | HC Meran      | 25     |
| 6. | HC Alleghe    | 16     |
| 7. | Asiago Hockey | 9      |
| 8. | Auronzo       | 5      |

Sp = Spiele, S = Siege, U = unentschieden, N = Niederlagen, OTS = Overtime-Siege, OTN = Overtime-Niederlage, SOS = Penalty-Siege, SON = Penalty-Niederlage

## Meistermannschaft
Enrico Benedetti – Paolo Bernardin – Silvio Bernardi – Franco Costantini – Giulio Costantini – Alberto Da Rin – Gianfranco Da Rin – Renato Franceschi – Bruno Frison – Bruno Ghedina – Antonio Huber – Mario Lacedelli – Renato Lacedelli – Bruno Lorenzi – Giovanni Mastel – Fabio Polloni – Ruggero Savaris – Jack Siemon – Giulio Verocai